# Recensement de la Grèce de 1829
Le recensement de la population de 1829 (en grec moderne : Ελληνική απογραφή του 1829), appelé par les Français recensement de la Morée de 1829, est effectué par la partie scientifique de la mission française de l'expédition de Morée (1828-1833) qui juge nécessaire de vérifier les données démographiques de 1828, qui leur ont été fournies par le gouverneur de Grèce, Ioánnis Kapodístrias. Selon ce recensement, la population du Péloponnèse, en 1829, s'élève à 336 366 habitants.
Ce recensement est considéré comme faisant partie de l'expédition scientifique de Morée et est effectué, sous la direction du général Schneider, par Boblayer et Servier.